# Paliwo umowne
Paliwo umowne - hipotetyczne paliwo mające w przypadku węgla kamiennego wartość opałową około 29300 kJ/kg (dokładnie 7000 kcal/kg). Jest to tak zwany równoważnik węgla. Równoważnik ropy naftowej wynosi zaś 10 000 kcal/kg.  Pojęcie to jest często używane do porównywania różnych paliw kopalnych i odnawialnych źródeł energii.